# Levington
Levington – wieś w Anglii, w hrabstwie Suffolk, w dystrykcie East Suffolk. Leży 10 km na południowy wschód od miasta Ipswich i 110 km na północny wschód od Londynu.